# Дог-Крік 46
Дог-Крік 46 (англ. Dog Creek 46) — індіанська резервація в Канаді, у провінції Манітоба, у межах муніципалітету Вест-Інтерлейк.

## Населення
За даними перепису 2016 року, індіанська резервація нараховувала 874 особи, показавши зростання на 28,5%, порівняно з 2011-м роком. Середня густина населення становила 16,2 осіб/км².
З офіційних мов обидвома одночасно володіли 5 жителів, тільки англійською — 870. Усього 230 осіб вважали рідною мовою не одну з офіційних, з них усі — одну з корінних мов.
Працездатне населення становило 28,7% усього населення, рівень безробіття — 6,1%.
Середній дохід на особу становив $14 960 (медіана $10 976), при цьому для чоловіків — $12 975, а для жінок $16 703 (медіани — $5 024 та $12 896 відповідно).
12,9% мешканців мали закінчену шкільну освіту, не мали закінченої шкільної освіти — 72,4%, 14,7% мали післяшкільну освіту, з яких 11,8% мали диплом бакалавра, або вищий.
| Статево-вікова структура населення | Статево-вікова структура населення | Статево-вікова структура населення | Статево-вікова структура населення | Статево-вікова структура населення |
| ---------------------------------- | ---------------------------------- | ---------------------------------- | ---------------------------------- | ---------------------------------- |
|                                    |                                    |                                    |                                    |                                    |
| Всього                             | Всього                             | 50,0%                              |                                    |                                    |
| 0 — 14 років                       | 0 — 14 років                       |                                    | 33,7%                              | 33,7%                              |
| 15 — 64 років                      | 15 — 64 років                      |                                    | 62,3%                              | 62,3%                              |
| 65 і більше                        | 65 і більше                        |                                    | 4%                                 | 4%                                 |
| Середній вік (років)               | Середній вік (років)               | 26,728,8                           | 27,7                               | 27,7                               |
| Медіана (років)                    | Медіана (років)                    | 21,124,9                           | 23,1                               | 23,1                               |
| — чоловіки — жінки                 |                                    |                                    |                                    |                                    |

| Походження мешканців:     | Походження мешканців:     | Походження мешканців: | Походження мешканців: | Походження мешканців: |
| ------------------------- | ------------------------- | --------------------- | --------------------- | --------------------- |
| Походження                |                           |                       | осіб                  | %                     |
| Корінні американці        | Корінні американці        |                       | 865                   | 99.43%                |
| Інше північноамериканське | Інше північноамериканське |                       | 0                     | 0%                    |
| Європейське               | Європейське               |                       | 25                    | 2.87%                 |
| британське                | британське                |                       | 15                    | 1.72%                 |

## Клімат
Середня річна температура становить 1,7°C, середня максимальна – 23,1°C, а середня мінімальна – -24,5°C. Середня річна кількість опадів – 486 мм.
| Клімат поселення                              | Клімат поселення | Клімат поселення | Клімат поселення | Клімат поселення | Клімат поселення | Клімат поселення | Клімат поселення | Клімат поселення | Клімат поселення | Клімат поселення | Клімат поселення | Клімат поселення | Клімат поселення |
| Показник                                      | Січ.             | Лют.             | Бер.             | Квіт.            | Трав.            | Черв.            | Лип.             | Серп.            | Вер.             | Жовт.            | Лист.            | Груд.            |                  |
| Середній максимум, °C                         | −12,99           | −9,34            | −2,26            | 7,72             | 15,77            | 21,74            | 23,07            | 21,99            | 15,91            | 9,08             | −0,76            | −10,88           |                  |
| Середня температура, °C                       | −18,75           | −15,1            | −8,02            | 1,97             | 10,01            | 15,98            | 19,08            | 18,01            | 11,93            | 5,09             | −4,74            | −14,87           |                  |
| Середній мінімум, °C                          | −24,51           | −20,86           | −13,77           | −3,79            | 4,25             | 10,22            | 15,09            | 14,03            | 7,94             | 1,10             | −8,72            | −18,85           |                  |
| Норма опадів, мм                              | 19               | 14               | 25               | 27               | 58               | 83               | 66               | 62               | 50               | 40               | 22               | 20               |                  |
| Середньомісячна швидкість вітру, м/с          | 3.90             | 3.85             | 4.00             | 4.20             | 4.27             | 3.89             | 3.50             | 3.68             | 4.09             | 4.39             | 4.21             | 4.00             |                  |
| Середньомісячна сонячна радіація, кДж/м²·день | 3931             | 7155             | 12556            | 17267            | 20294            | 21404            | 21698            | 18310            | 12455            | 7318             | 3960             | 2861             |                  |
| --------------------------------------------- | ---------------- | ---------------- | ---------------- | ---------------- | ---------------- | ---------------- | ---------------- | ---------------- | ---------------- | ---------------- | ---------------- | ---------------- | ---------------- |
| Джерело:                                      |                  |                  |                  |                  |                  |                  |                  |                  |                  |                  |                  |                  |                  |